# Bani Chaddasz
Bani Chaddasz (arab. بني خداش; fr. Beni Khedache) – miejscowość w Tunezji.
Położona w górach Dżabal Dahar.